# جهنم
بر اساس باورهای اسلامی، به دوزخ جهنم گفته می‌شود. مسلمانان معتقدند جهنم هفت طبقه دارد و هر چه پایین‌تر، جای افراد بدتر است. عذاب‌های دوزخ هم روحی هستند هم جسمی. جهنمیان در آنجا جاودانه می‌مانند؛ مگر آنکه خدا بخواهد. برخی از جهنمیان همیشه در آنجا می‌مانند و برخی دیگرهم پس از مدتی بخشوده می‌شوند و به بهشت می‌روند.
در آیهٔ ۳۰ و ۳۱ سوره مدثر، در مورد جهنم آمده: بر آن نوزده [نگهبان] است؛ و ما دوزخبانان را جز از فرشتگان قرار ندادیم.